# Jamesbrittenia kraussiana
Jamesbrittenia kraussiana là một loài thực vật có hoa trong họ Huyền sâm. Loài này được (Bernh. ex Krauss) Hilliard mô tả khoa học đầu tiên năm 1992.